# 矽谷大學 (1887年)
矽谷大學（University of Silicon Valley）是位於美國加利福尼亞州聖荷西的一所私立大學，創立於1887年，當時是一所高中。 1930年成為技術學院，2021年改現名。現在它持有西部學校和學院協會的許可證， 2015年《美國新聞與世界報道》 未將其列入排名。

## 外部連結
- 官方網站 （页面存档备份，存于）

37°24′25″N 122°01′27″W / 37.4070°N 122.0243°W